# Cratere Hale (Luna)
Hale è un cratere lunare di 84,42 km situato nella parte sud-occidentale della faccia nascosta della Luna.
Il cratere è dedicato all'astronomo statunitense George Ellery Hale e allo scienziato britannico William Hale.

## Crateri correlati
Alcuni crateri minori situati in prossimità di Hale sono convenzionalmente identificati, sulle mappe lunari, attraverso una lettera associata al nome.
| Hale | Coordinate            | Diametro (in km) |
| ---- | --------------------- | ---------------- |
| Q    | 76°28′12″S 83°55′48″E | 24,12            |